# ماريو كوند
ماريو كوند هو مصرفي وسياسي إسباني، ولد في 14 سبتمبر 1948 في توي في إسبانيا، وتوفي في 2007. نشط حزبياً في Democratic and Social Centre (Spain) ‏.